# Antônio Rodrigues de Sousa
Antônio Rodrigues de Sousa (Barra do Piraí, 31 de maio de 1902 — ?, ?) foi um político brasileiro. Exerceu o mandato de deputado classista constituinte em 1934.